# Hogna constricta
Hogna constricta este o specie de păianjeni din genul Hogna, familia Lycosidae. A fost descrisă pentru prima dată de F. O. P.-cambridge în anul 1902.
Este endemică în Guatemala. Conform Catalogue of Life specia Hogna constricta nu are subspecii cunoscute.